# 安定駅
安定駅（あんていえき）は、香港新界屯門区友愛邨にある、香港鉄路 (港鉄 MTR）軽鉄の駅である。

## 概要
かつては終点駅であった。
1番線が乗車専用のホーム、2番線が降車専用のホーム であった。
当駅に到着した電車が、乗客を全員降ろしたあと、当駅南側にあるループ線を使用して方向転換し、1番線に折り返していた。
ループ線自体は現在でも保存されているものの、路線が延伸されたため当駅止まりの電車は消滅している。
また、安定駅という名称ではあるが、当駅は安定邨の隣の友愛邨に位置している。

## 利用可能な系統
香港鉄路軽鉄
■505系統
■507系統
■614系統
■614P系統
■751系統（天逸方面のみ）

## 駅構造
- 相対式ホーム2面2線を有する地上駅。

| 軽鉄のりば (1F) | ➊番線 | 505、507、614、614P、751系統 兆康、田景、天水囲、天逸方面（3両編成に対応） |
| 軽鉄のりば (1F) | ➋番線 | 505、507、614、614P系統 屯門碼頭、三聖方面（2両編成に対応）                |

## 駅周辺
- 順徳聯誼総会梁銶琚中学

## 歴史
- 1988年9月18日 - 開業。